# JPMorgan Chase Building
Le JPMorgan Chase Building  est un gratte-ciel de bureaux de 130 mètres de hauteur, construit à Houston au Texas en 1929. L'immeuble a été conçu dans le style Art déco et est inspiré d'un projet non réalisé de l'architecte finlandais Eliel Saarinen pour la construction de la Tribune Tower de 1922 à Chicago
Ce fut le plus haut immeuble de Houston jusqu'en 1963.
Les architectes de l'immeuble sont Kenneth Franzheim, Alfred Charles Finn, J.E.R. Carpenter.
Le bâtiment est inscrit au Registre national des lieux historiques depuis le 30 août 1983 et fait partie des Recorded Texas Historic Landmarks depuis 2007.